# Vallée-du-Haut-Saint-Laurent
Vallée-du-Haut-Saint-Laurent  es una subregión de la región de Montérégie de la provincia canadiense de Quebec.

## CRÉ del Vallée-du-Haut-Saint-Laurent
La CRÉ (conferencia regional de representantes), una de las tres que administra la región de Montérégie, cubre el oeste del territorio; las dos márgenes del río San Lorenzo al oeste y al sur de la ciudad de Montreal, en frontera con la provincia de Ontario así como  Estados Unidos (estado de Nueva York).
La capital de la Vallée-du-Haut-Saint-Laurent es Salaberry-de-Valleyfield, y su presidente es Monsieur Yves Daoust.
La región comprende 5 municipios regionales de condado (MRC) con 65 municipios más dos territorios autóctonos.

## Componentes

Los MRC de la Montérégie

- El Vallée-du-Haut-Saint-Laurent incluye los MRC de Roussillon,
- Jardins-de-Napierville,
- Le Haut-Saint-Laurent,
- Beauharnois-Salaberry y
- Vaudreuil-Soulanges.

Las comunidades mohawks de Kahnawake y de Akwesasne también están en el Vallée-du-Haut-Saint-Laurent.
Las principales características de los MRC son describiendas en la tabla:
MRC del Vallée-du-Haut-Saint-Laurent
| Código | MRC                    | Área (km²) | Población 2011 | Densidad (hab/km²) | Capital          | Ciudades más pobladas                   |
| ------ | ---------------------- | ---------- | -------------- | ------------------ | ---------------- | --------------------------------------- |
| 670    | Roussillon             | 423,2      | 162.187        | 383,2              | Delson           | Châteauguay, Saint-Constant, La Prairie |
| 680    | Jardins-de-Napierville | 803,3      | 26.234         | 32,7               | Saint-Michel     | Saint-Rémi, Napierville                 |
| 690    | Haut-Saint-Laurent     | 1.174.0    | 21.197         | 18,1               | Huntingdon       | Ormstown                                |
| 700    | Beauharnois-Salaberry  | 470,7      | 61.950         | 131,6              | Beauharnois      | Salaberry-de-Valleyfield                |
| 710    | Vaudreuil-Soulanges    | 855,4      | 139.353        | 162,9              | Vaudreuil-Dorion | Saint-Lazare, Pincourt                  |

Nota: Los territorios son las MRC con el código del Ministère des Affaires municipales, des Régions et de l'Occupation du territoire du Québec. El área y la población son dandos por Statistique Canada. Los datos no incluyen los territorios autóctonos porque la población autóctona no podía ser censada.